# 天龍八部 (2002年遊戲)
《天龍八部》是由智冠科技台北研發室開發，智冠科技於2002年10月25日發行的Windows電子角色扮演遊戲，根據金庸小說《天龍八部》改編而成。後因加入後續劇情资料片，而被稱為「天龍八部之天佛降世」。后该作於2008年、2009年被中国大陆半瓶醋工作室改编制作成同人游戏《金庸群俠傳2》、《金庸群俠傳3》。

## 劇情簡介
與以往的《天龍八部》劇情或者原著小說不同，本故事加入了新角色雷震（名字可以在遊戲中修改），為廣西桂州人。以雷震的角度去看喬峰、段譽、虛竹的人生，甚至改寫他們的結局。雷震年屆十八歲前，曾受一高人指點指其十八歲後就要外出遊歷。而當雷震十八歲生日時，正好要外出，而其父親則罕有地沒有加以阻止。並要他在江湖上小有所成後回來繼承家傳的龍痕劍以及夜叉兩刃胄。在父親所聘請的兩位武師指點下，雷震武功獲得快速成長，習得通臂拳以及蟠龍棍法。雷震攜著父親寫與大理茶商馬五德的拜帖前往大理在馬五德家中寄居，並恰時解決了馬五德家中的陸羽茶經失竊事件。在解決事件過程中，認識了女主角淘兒。並在一惡乞丐手中救下書中男主角段譽，並將段譽引薦與馬五德認識，從而引發出後續的書中第一回故事。
在前往無量山時，遇上鐘靈與段譽以閃電貂戲耍無量劍派眾人之事。隨後鐘靈與段譽離開，雷震便負責解救無量劍以及神農幫貂毒一事。在故事中，雷震與段譽結成兄弟。但可以選擇殺死喬峰與否。如果殺死喬峰，雷震成為丐幫幫主，并代表丐帮参加少林寺武林盟主大会，但無法看到之後喬峰有关的後續劇情，反之則是結成兄弟，成為繼喬峰、虛竹、段譽後的四弟。在原單機版劇情中，雷震最後結局可以是贿赂刘贤妃，并让她阻止宋哲宗讨伐辽国，统领丐帮、繼承家業或者和鐘靈完成终身大事。武功則既可以學習到段氏一陽指、丐幫打狗棒法以及降龍十八掌中的亢龍有悔、潛龍勿用以及神龍擺尾三招，逍遙派的北冥神功（由段譽贈予秘笈）、八荒六合唯我獨尊功、天山折梅手以及天山六陽掌等武功，而在资料片天佛降世之中，則可以將六脈神劍、生死符也學會，甚至把遊戲中所有武功全學，包括最强的武功如来神掌之天佛降世。

## 遊戲特色
如前所述，該遊戲特色為以第四人看原著故事中的眾人人生，因此主角則擁有類似的偵探頭腦一般。在後續的劇情中，更摻入黃玉郎如來神掌的一些故事。另外，本作則為了呈現武術特色，因此加入內功修練的特色，並要做出合適搭配才能使得武功更上一層樓。而且該遊戲對地圖的劃分也比較細緻，分為大地圖、中地圖以及場景（小地圖）。

### 遊戲錯誤
遊戲存在一些錯漏。
- 在大地圖中的一些地方與現實中的中國實際位置並不同。
- 故事中的河南城應為洛陽，但洛陽僅在唐朝以前被稱為河南，宋朝時期已經被稱為洛陽。
- 大地圖中琉球一帶以及加害蘇軾時出現忍者，但忍者為日本戰國時代的產物，大致為中國的明朝時期。

## 游戏主题曲
| 曲別   | 歌名   | 演唱者         | 作詞      | 作曲   |
| ------ | ------ | -------------- | --------- | ------ |
| 主題曲 | 英雄梦 | 賈愛國、顧盼盼 | Mickey H. | 蔡志展 |

## 同人游戏
- 金庸群俠傳2（flash游戏、中国大陆半瓶醋工作室（Half Amateur Studio）改编的同人游戏）
- 金庸群俠傳3（flash游戏、中国大陆半瓶醋工作室（Half Amateur Studio）改编的同人游戏）